# Rendaku
Rendaku (連濁, literalmente, "pronúncia sequencial") é um fenômeno morfofonológico da língua japonesa que regula a pronúncia da consoante inicial das porções não-iniciais de palavras compostas ou prefixadas, constituindo um exemplo de mutação consonantal. No japonês moderno, rendaku é comum mas algumas vezes imprevisível, pois algumas palavras não são afetadas por ele.
O kanji não possui um marcador que indique a ocorrência de rendaku, mas quando se utiliza o hiragana ou o katakana dispõe-se do dakuten para indicar a mudança na pronúncia.

## Exemplos
Rendaku pode ser observado nas seguintes palavras:
hito + hito > hitobito ("pessoa" + "pessoa" → "povo")
ike + hana > ikebana ("manter vivo" + "flor" → "arranjo floral")
toki + toki > tokidoki ("tempo" + "tempo" → "às vezes")
te + kami > tegami ("mão" + "papel" → "carta")
ori + kami > origami ("dobrar" + "papel" → "")
hira + kana > hiragana ("pleno" + "caracter", compare com katakana, que não sofre rendaku)
hana + chi > hanaji ("nariz" + "sangramento" → "epistaxe")
maki + sushi > makizushi ("enrolar" + "sushi" → "nori-wrapped sushi") (Rendaku é a regra nas palavras que terminam em sushi)
yama + tera > Yama-dera ("montanha" + "templo")
kokoro + tsukai > kokorodzukai ("coração" + "usando" → "ansiedade")
Em alguns casos, o rendaku varia em função da sintaxe. Por exemplo, o sufixo tōri (〜通り, "estrada, seguindo") de tōru (通る, "ir, seguir"), é pronunciado como -tōri (〜とおり) acompanhando o modo verbal perfectivo, com em omotta-tōri (思った通り, "como pensava"), mas é pronunciado como -dōri (〜どおり, com rendaku) quando seguindo um substantivo, como em yotei-dōri (予定通り, "como planejado, de acordo com o cronograma") ou, semanticamente diferente – mais concretamente – Muromachi-dōri (室町通, "Rua Muromachi").

## Propriedades que impedemrendaku
Pesquisas sobre a definição do espectro de situações afetadas pelo rendaku têm se limitado a buscar circunstâncias que levam o fenômeno a não se manifestar:

### Lei de Lyman
A Lei de Lyman afirma que o rendaku não ocorre se a segunda consoante do segundo elemento é vocalizada obstrutivamente, um som consonantal formado por um fluxo de ar obstruído. Esta declaração foi posteriormente passou a afirmar que o rendaku não ocorre quando o segundo elemento da composição contém uma consoante vocalizada obstrutivamente em qualquer posição (veja o terceiro exemplo abaixo). Isto é considerado como uma das regras mais fundamentais do rendaku.
yama + gaji > yamakaji e não yamagaji ("montanha" + "fogo" > "incêndio florestal")
hitori + dabi > hitoritabi e não hitoridabi ("uma pessoa" + "viagem" > "viajante solitário")
tsuno + dokage > tsunotokage e não tsunodokage ("chifre" + "lagarto" > "lagarto chifrudo")
Embora esta Lei tenha recebido seu nome em homenagem a Benjamin Smith Lyman, que a descobriu de forma independente em 1894, trata-se de fato de uma redescoberta. Os linguistas do período Edo Kamo no Mabuchi (1765) e Motoori Norinaga (1767–1798) também descobriram separadamente e independentemente a mesma lei durante o século 18.

### Propriedades léxicas
De modo semelhante à Lei de Lyman, descobriu-se que para alguns itens  léxicos, rendaku não se manifesta por si só caso haja alguma consoante obstruente próxima à fronteira morfêmica, inclusive anteriores à esta.
Alguns itens léxicos tendem a resistir ao rendaku, independentemente de outras condições, enquanto outros tendem a aceitá-lo.
O rendaku também ocorre em algumas poucas palavras sino-japonesas, especialmente naquelas em o elemento que sofre o rendaku está bem integrado ("vulgarizado").
kabushiki + kaisha > kabushiki-gaisha ("ações" + "companhia" > "corporação")
ao + syasin > aozyasin ("azul" + "foto" > "planta (baixa de uma edificação), derivada do inglês")
É ainda mais raro encontrar rendaku entre palavras de origem estrangeira, a menos que a palavras tenha sido completamente absorvida pelo japonês:
ama + kappa > amagappa ("chuva" + "capa" [um empréstimo do português] > "capa-de-chuva").
aisu + kōhī > aisukōhī e não aisugōhī ("gelo" + "café" > "iced coffee")

### Semântica
O rendaku também tende a não se manisfestar em palavras compostas que possuem o valor semântico de "X e Y", chamados de dvandva ou compostos copulativos, tais como:
yama + kawa > yamakawa "montanhas e rios"
Compare com yama + kawa > yamagawa "rio da montanha".

### Restrição de derivação
O rendaku também é impedido pelo que se chama "restrição de derivação". O processo é bloqueado no segundo elemento de uma palavra composta com derivação à direita:
mon + (shiro + chō) > monshirochō e não monjirochō ("emblema" + {"branco" + "borboleta"} > "borboleta branca da couve")
mas
(o + shiro) + washi > ojirowashi ({"cauda" + "branca"} + "águia" > "Águia-rabalva")

## Outras considerações
A despeito de um número de regras que foram formuladas para ajudar a explicar o emprego do rendaku, ainda há muitos exemplos de palavras nas quais o rendaku se manifesta de modo imprevisível. Algumas ocorrencias são vinculadas a propriedades léxicas como observado acima, mas outras podem obedecer a regras ainda não identificadas. O rendaku, deste modo, permanece parcialmente imprevisível, algumas vezes representando um problema até para os falantes nativos, particularmente nos nomes japoneses, nos quais o rendaku ocorre ou não frequentemente sem qualquer razão aparente.
Em vários casos, nomes escritos de forma idêntica podem ter ou não rendaku, dependendo da pessoa. Por exemplo, 中田 pode ser lido de várias formas, incluíndo  Nakata e Nakada.

## Referencias
1. ↑  Low, James, 2009, Issues in Rendaku: Solving the Nasal Paradox and Reevaluating Current Theories of Sequential Voicing in Japanese. (Senior thesis in linguistics) Pomona College.
2. ↑  Itō, 1928.
3. ↑  Suzuki, 2004.
4. ↑  Endō, 1981.
5. ↑  Yamaguchi, 1988.

- Endō, Kunimoto (1981). «Hirendaku no Hōzoku no Shōchō to Sono Imi: Dakushion to Bion to no Kankei kara» (Japanese citation: 遠藤邦基(1981)「非連濁の法則の消長とその意味―濁子音と鼻音との関係から―」(『国語国文』50-3))
- Irwin, Mark (2005). «Rendaku-based Lexical Hierarchies in Japanese: The Behaviour of Sino-Japanese Mononoms in Hybrid Noun Compounds». Journal of East Asian Linguistics. 14 (2): 121–153. ISSN 0925-8558. doi:10.1007/s10831-004-6306-9
- Itō, Shingo (1928). Kinsei Kokugoshi. Ōsaka: Tachikawa Bunmeidō
- Kubozono, Haruo (2005). «Rendaku: Its Domain and Linguistic Conditions» (PDF). In:  Jeroen van de Weijer, Kensuke Nanjo, and Tetsuo Nishihara. Voicing in Japanese. Berlin, New York: Mouton de Gruyter. pp. 5–24. ISBN 978-3-11-018600-0. doi:10.1515/9783110197686.1.5
- Martin, Samuel E. (1987). The Japanese Language Through Time. New Haven: Yale University Press. ISBN 0-300-03729-5
- Shibatani, Masayoshi (1990). The Languages of Japan. Cambridge; New York: Cambridge University Press. pp. 173–175. ISBN 0-521-36918-5
- Suzuki, Yutaka (2004). «'Rendaku' no Koshō ga Kakuritsu suru made: Rendaku Kenkyūshi» (Japanese citation: 鈴木豊(2004)「「連濁」の呼称が確立するまで―連濁研究前史―」(『国文学研究』142)
- van de Weijer, Jeroen; Kensuke Nanjo, and Tetsuo Nishihara (eds.) (2005). Voicing in Japanese. Berlin, New York: Mouton de Gruyter. ISBN 978-3-11-018600-0
- Vance, Timothy J. (1987). An Introduction to Japanese Phonology. Albany, N.Y.: State University of New York Press. ISBN 0-88706-361-6
- Yamaguchi, Yoshinori (1988). «Kodaigo no Fukugō ni Kansuru: Kōsatsu, Rendaku o Megutte» (Japanese citation: 山口佳紀(1988)「古代語の複合語に関する一考察―連濁をめぐって―」(『日本語学』7-5))

## Leituras posteriores
- Suzuki Yutaka. «Exceptions to Lyman's Law» (PDF). Consultado em 16 de agosto de 2013. Arquivado do original (PDF) em 13 de agosto de 2011
- Haruo Kubozono. «Rendaku: Its domain and linguistic conditions» (PDF). Consultado em 16 de agosto de 2013. Arquivado do original (PDF) em 12 de setembro de 2004. In J.M. van de Weijer, K. Nanjo and T. Nishihara (eds.) (2005). Voicing in Japanese. Studies in Generative Grammar 84. Mouton de Gruyter, Berlin. 5-24.